# Le Démon de maître Prosper
Le Démon de maître Prosper (titre original : Prosper's Demon) un roman court de fantastique écrit par K. J. Parker et paru en 2020 aux éditions Tor.com puis traduit en français et publié aux éditions L'Atalante en 2024.

## Résumé
Un exorciste anonyme raconte sa dernière mission en date, tout en donnant des informations sur son métier et sa jeunesse.
Dès le stade fœtal, il a été en contact avec des démons. En effet, un des 72 936 démons existants dans le monde s'était introduit dans ce refuge sûr pour s'y reposer, voir s'y soigner, pendant une dizaine d'années, pour y demeurer à l'abri. Mais ce démon n'avait pas eu de chances car ses pouvoirs d'exorciseur étaient déjà en lui à ce stade et il a pu le forcer à quitter son corps au moment de sa naissance, non sans lui avoir infligé de nombreuses souffrances. Les démons ne pouvant pas mourir, cet exorciseur a rencontré plusieurs fois ce démon bien particulier.
La prochaine rencontre a eu lieu quant ce démon a pris possession de la fille de la sœur de l'exorciseur, alors âgée de trois mois. Voulant faire payer très cher à ce démon le fait qu'il l'ait possédé quand lui-même était bébé, il a tenté de l'exorciser, ne sachant pas encore qu'il est atrocement dangereux de tenter d'expulser un démon pour son hôte avant qu'il ne soit âgé de deux ou trois ans avant le début de la puberté. Sa nièce n'a pas survécu à cet exorcisme.
La dernière rencontre en date a pris place quand ce démon a investi le corps du fils du grand-duc Sigiswald d'Essen. L'exorciseur réussit tant bien que mal à approcher de maître Prosper, inventeur, peintre, sculpteur et philosophe mégalomane chargé de l'éducation du fils du grand-duc. Quelle n'est pas sa surprise lorsqu'il découvre qu'un autre démon a pris possession de maître Prosper ! Il se retrouve alors dans une situation très compliquée quant au choix qu'il doit faire : expulser le démon du bébé mais il serait alors immédiatement tué par son père et ainsi l'autre démon s'en sortirait librement ; expulser celui de l'inventeur mais ce démon-là ayant réussi à s'y lier de telle façon à ce que tout exorcisme aboutirait au décès de son hôte, et ce dernier étant très proche du grand-duc que sa mort entrainerait également celle de l'exorciseur. L'exorciseur trouve alors une idée quand le démon de maître Prosper tente de négocier avec lui. Il feint d'accepter et aide maître Prosper dans la réalisation de la plus grande sculpture en bronze jamais réalisée. Il réussit au dernier moment à insérer de la poudre à canon dans la sculpture creuse ainsi que deux yeux en verre. Lorsque la sculpture est inaugurée lors du baptême du fils du grand-duc, le soleil frappe les yeux, mettant le feu à la poudre à canon : la famille royale au grand complet fut tuée sur le coup, ainsi que maître Prosper et toute la fine fleur d'Essen.